# Noves tècniques
"Noves tècniques" (títol original en anglès "New Ground")  és el desè episodi de la cinquena temporada, de la sèrie de televisió de ciència-ficció estatunidenca Star Trek: La nova generació i el 110è de tota la sèrie. Es va emetre originalment el 30 de desembre de 1991 en redifusió als Estats Units. L'episodi va ser escrit per Sara i Stuart Charno. Fou dirigit per Robert Scheerer.
Ambientada al segle XXIV, la sèrie segueix les aventures de la tripulació de la nau de la Flota Estel·lar de la Federació Enterprise-D sota el comandament del capità Jean-Luc Picard. En aquest episodi, Worf no està gens emocionat quan la seva mare d'acollida, Helena, arriba amb el seu fill Alexander. Tot i que ella i Serguei havien acceptat criar el nen després de la mort de K'Ehleyr, Helena ara informa que Alexander està tenint dificultats per adaptar-se a la seva nova vida, i que ja no són tan joves com abans; necessita ser criat pel seu pare a l' "Enterprise". Com era previsible, Worf i Alexander també tenen dificultats per adaptar-se l'un a l'altre, una situació agreujada per un experiment a bord d'una nau que esdevé mortal. Georgia Brown, que interpretava la mare adoptiva de Worf, va morir només 5 mesos i mig després de l'emissió de l'episodi.

## Argument
L' Enterprise té previst ajudar en una prova de la tecnologia ona de solitons, que té el potencial de permetre que les naus viatgin a velocitat warp fins i tot si no estan equipades amb  motor de curvatura. Worf rep un missatge d'Helena Rozhenko, la seva mare adoptiva humana, que demana visitar i portar el seu fill Alexander. Se sorprèn en saber que Helena té la intenció de deixar Alexander amb ell a l'«Enterprise»; ella i el seu marit Serguei tenen massa problemes per cuidar el noi a la seva vellesa, i sent que necessita ser criat pel seu pare.
Poc després que Alexander s'inscrigui a l'escola del vaixell, el seu professor expressa preocupacions a Worf sobre el seu comportament, com ara mentir, assetjar altres estudiants i robar-los les joguines. Les tensions entre pare i fill augmenten després que Alexander es negui a admetre haver robat una maqueta durant una excursió de classe i Worf la trobi a la butxaca. Worf decideix enviar Alexander a una escola klíngon, però la consellera Troi el convenç perquè ho reconsideri, assenyalant que Alexander potser està actuant per sentiments d'abandonament, ja que la seva mare és morta i ha estat a càrrec dels Rozhenko en lloc del seu pare.
Una distorsió durant l'experiment de l'ona de solitons danya l' "Enterprise" i destrueix la nau de prova. L'ona està en curs de col·lisió amb una colònia a Lemma II, i està creixent en potència i velocitat tan ràpidament que el seu impacte destruirà la major part del planeta. La Forge recomana que l' "Enterprise" s'avanceixi a l'ona i dispari torpedes de fotons per dissipar-la, però abans que pugui fer-ho, esclata un incendi en un laboratori on Alexander s'ha colat. Worf i Riker el troben atrapat sota les runes i el rescaten just a temps perquè l' "Enterprise" dispari els torpedes i eviti que la colònia sigui destruïda.
La Doctora Crusher diagnostica a Alexander inhalació de fum i una cama trencada i assegura a Worf que es recuperarà completament després d'una estada d'una nit a la infermeria. Worf suavitza la seva actitud envers Alexander i l'invita a quedar-se a l' "Enterprise", dient que serà un repte encara més gran per a tots dos que l'escola klíngon. Alexander accepta l'oferta com una manera d'honorar la memòria de la seva mare.

## Repartiment i doblatge al català
La sèrie va ser doblada al català pels estudis Tramontana (primera part) i Soundtrack (segona part) i emesa a TV3 l’any 1991. Els dobladors de l'episodi foren:
| Personatge         | Actor/actriu      | Veu en català       |
| ------------------ | ----------------- | ------------------- |
| Jean-Luc Picard    | Patrick Stewart   | Joan Crosas         |
| William Riker      | Jonathan Frakes   | Antoni Forteza      |
| Data               | Brent Spinner     | Joaquim Sota        |
| Geordi La Forge    | LeVar Burton      | Aleix Estadella     |
| Worf               | Michael Dorn      | Enric Arquimbau     |
| Beverly Crusher    | Gates McFadden    | Aurora Garcia       |
| Deanna Troi        | Marina Sirtis     | Victòria Pagès      |
| Alexander Rozhenko | Brian Bonsall     | Marta Barberà       |
| Helena Rozhenko    | Georgia Brown     | Marta Martorell     |
| Ja'Dar             | Richard McGonagle | Jordi Vilaseca      |
| Srta Kyle          | Jennifer Edwards  | Maria Lluïsa Magaña |
| Alferes Felton     | Sheila Franklin   | ?                   |

## Producció
Els títols provisionals d'aquest episodi eren "Trial Run" i "Barriers".
La idea que Alexander es quedés permanentment a l' "Enterprise" ja es va discutir durant la producció de l'episodi "Reunió", però en aquell moment l'equip de guionistes no estava gaire segur de què passaria després amb el personatge. Per tant, va ser enviat primer als seus avis a la Terra. No va ser fins a la cinquena temporada que van sorgir idees per desenvolupar encara més el personatge. Sara Charno i Stuart Charno van escriure una història corresponent, que va ser desenvolupada en un guió per Grant Rosenberg. Ronald D. Moore va fer algunes revisions, però no va ser acreditat per elles als crèdits de l'episodi.

## Recepció
Keith DeCandido el va qualificar a "tor.com" el 2012 com un episodi lleugerament per sota de la mitjana de "Star Trek: La nova generació". Va elogiar les actuacions de Michael Dorn i Georgia Brown. També li va agradar l'entusiasme de La Forge per la nova tecnologia d'ones de solitons i que la premissa, sovint descuidada, que l'Enterprise allotja famílies finalment s'estigui utilitzant de nou. Tanmateix, va trobar la implementació feble i massa carregada de clixés. Worf passa per tots els clixés imaginables d'un pare que està desbordat amb el seu fill. El dany que pateix l'Enterprise al final de l'episodi és tan selectiu que sembla que serveix únicament per posar l'Alexander en una situació perillosa de la qual el seu pare el pot rescatar.

## Llançaments
L'episodi es va estrenar als Estats Units el 5 de novembre de 2002, com a part del conjunt de DVD de la cinquena temporada. El primer llançament en Blu-ray va ser als Estats Units el 18 de novembre de 2013, seguit del Regne Unit l'endemà, 19 de novembre de 2013.